# İncirliova

Lage von İncirliova innerhalb von Aydın

İncirliova (türkisch für Feigenebene) ist ein Ort im gleichnamigen Ilçe (Landkreis) der türkischen Provinz Aydın und gleichzeitig ein Stadtbezirk der 2012 geschaffenen Büyükşehir belediyesi Aydın (Großstadtgemeinde/Metropolprovinz). Die Autobahn von Izmir nach Aydın sowie diverse Bahnlinien verlaufen durch İncirliova.

## Geschichte
Die Geschichte des Kreises İncirliova geht bis ins 17. Jahrhundert zurück. 1898 wurde der Ort zu einer Gemeinde (Belediye) mit dem Namen Karapinar erhoben und bekam 1934 den heutigen Namen İncirliova. Am 4. Juli 1987 wurde der Ilçe (Landkreis) İncirliova gebildet.
Seit einer Gebietsreform 2014 ist der Ilçe flächen- und einwohnermäßig identisch mit der Kreisstadt, alle 22 ehemaligen Dörfer und die zwei Gemeinden des Kreises wurden Mahalle (Stadtviertel) der Stadt.
Wirtschaftlich lebt İncirliova überwiegend von der Landwirtschaft und damit verbundener Industrie. Nördlich der Stadt befindet sich die İkizdere-Talsperre.
In İncirliova gibt es insbesondere den Feigenanbau, Gerste, Weizen, Tabak, Baumwolle, Sesam, Mais, Oliven und Gemüse.